# دون شو (كاتب)
دون شو (بالإنجليزية: Don Shaw)‏ هو كاتب سيناريو بريطاني، ولد في 1934.

## وصلات خارجية
- دون شو على موقع IMDb (الإنجليزية)
- دون شو على موقع ألو سيني (الفرنسية)
- دون شو على موقع أول موفي (الإنجليزية)
- دون شو على موقع قاعدة بيانات الأفلام السويدية (السويدية)
- دون شو على موقع قاعدة بيانات الفيلم (الإنجليزية)
- دون شو على موقع كينوبويسك (الروسية)